# Zäsur
Die Zäsur (lateinisch caesura ‚Schnitt‘) ist in der Verslehre ein sich durch eine Wortgrenze ergebender Einschnitt im Vers. Wenn der Einschnitt zwischen zwei Versfüße bzw. Metren fällt, so wird er als Dihärese bezeichnet. Manchmal werden Einschnitte in dieser Hinsicht unterschieden, ein Einschnitt wird also nur dann als Zäsur bezeichnet, wenn er sich im Inneren eines Metrums befindet, oft wird Zäsur aber auch als allgemeinerer Begriff gebraucht, die Dihärese ist dann eine besondere Form der Zäsur.
Die durch die Zäsur entstehenden Teile des Verses werden Kola genannt. Entsprechend den Bezeichnungen bei der Kadenz heißt die Zäsur nach einer Hebung männlich oder stumpf, nach einer Senkung weiblich oder klingend. Gelegentlich wird die weibliche Zäsur auch epische Zäsur genannt. Eine vom Metrum geforderte Zäsur, die in die Fuge eines Kompositums trifft, wird als Caesura latens („verborgene Zäsur“) bezeichnet.
Zäsuren und Dihäresen im engeren Sinn sind solche, die durch das Versmaß an festgelegter Position im Vers gefordert sind. Solche Versformen werden auch Zäsurvers genannt. Beispiele sind jambischer Trimeter, Hexameter und Pentameter in der antiken, Alexandriner und Vers commun und in der romanischen Dichtung. Eine solche vom Versmaß geforderte Zäsur bzw. Dihärese wird auch Inzision genannt, speziell die Dihärese beim Pentameter. Das Gegenteil eines geforderten Einschnitts, also ein an einer bestimmten Position unzulässiges oder unerwünschtes Wortende wird Brücke genannt.
In der germanischen Dichtung erscheint die Zäsur regelmäßig in der Langzeile und in neuzeitlichen Nachbildungen antiker Versformen.
Von besonderer Bedeutung sind bei den antiken Formen und da besonders beim Hexameter die folgenden Zäsuren:
- Trithemimeres (caesura semiternaria, nach drei Halbfüßen meist als Nebenzäsur zu einer Hephthemimeres)
- Penthemimeres (caesura semiquinaria, nach fünf Halbfüßen)
- Katà tríton trochaíon (caesura trochaica, zwischen den beiden Kürzen des dritten Daktylus)
- Hephthemimeres (caesura semiseptinaria, nach sieben Halbfüßen)
- die bukolische Diärese (nach dem Ende des vierten Fußes)

In metrischer Notation wird die Zäsur durch einen senkrechten Doppelstrich ( ‖ ), manchmal auch durch einen einfachen Strich ( | ) wiedergegeben.
Als Beispiel ein Alexandriner von Andreas Gryphius:
Du si̱ehst, wohi̱n du si̱ehst,  ‖  nur E̱itelke̱it auf E̱rden.

Wird die Zäsurgrenze noch zusätzlich durch Reim betont, so spricht man von Zäsurreim. Dabei kann sich der Versteil vor der Zäsur mit dem Versende reimen (Inreim) oder die Versteile vor der Zäsur in aufeinanderfolgenden Versen (Mittelreim). Beispiele finden sich beim Leoninischen Hexameter und in An- und Abvers der Nibelungenstrophe. Ein barockes Beispiel von Friedrich Spee:
Bey stiller nacht  ‖  zur ersten wacht

Ein stimm sich gund zu klagen.

Jch nam in acht  ‖  waß die doch sagt;

That hin mit augen schlagen.
Allgemein bezeichnet man als Zäsur jede Art von (künstlerisch motiviertem) Einschnitt in einem literarischen Werk, aber auch in filmischen Werken und Werken der sequentiellen Kunst, beispielsweise eine Unterbrechung des Erzählflusses in einem Roman oder ein Schwarzbild im Film.